# Metleucauge
Metleucauge là một chi nhện trong họ Tetragnathidae.